# Rik Witteveen
Rik Witteveen (Leeuwarden, 6 september 1990) is een Nederlands acteur.
Na de basisschool volgde Witteveen de havo aan de CSG Comenius in Leeuwarden. Op dertienjarige leeftijd begon hij met het volgen van acteerlessen. Tussen 2004 en 2005 volgde hij workshops bij het Parnas Centrum voor de Kunsten. Vanaf 2005 volgde hij drie jaar de Jeugdtheaterschool in Leeuwarden. In 2008 rondde hij de havo af. Hierna vertrok hij voor een  tijd naar de VS. Daarna nam hij in 2009 deel aan de opleiding Media, Informatie en Communicatie aan de Hogeschool van Amsterdam.
Na een gastrol in de jeugdserie Het Huis Anubis en de Vijf van het Magische Zwaard kreeg Witteveen de rol van Sil Selmhorst in Goede tijden, slechte tijden. Vanaf september 2010 tot januari 2011 had hij een bijrol in deze serie. Medio april 2011 speelde hij nogmaals de rol van Sil Selmhorst in enkele afleveringen in Goede tijden, slechte tijden.
Witteveen speelde ook een kleine rol in de serie Raveleijn, gebaseerd op de parkshow van de Efteling.
Vanaf 2011 ging hij naar de Toneelschool in Amsterdam.

## Filmografie

### Film
- 2015: The Wild Wild West, als opnameleider
- 2018: To Ourselves
- 2018: Uit de hand, als Thomas Jansen
- 2019: Een goeie jongen, als Tom

### Televisie
- 2010-2011: Het Huis Anubis en de Vijf van het Magische Zwaard, als Vince Keizer
- 2010-2011: Goede tijden, slechte tijden, als Sil Selmhorst
- 2017: De mannen van dokter Anne, als Tristan Brouwer
- 2017: Centraal Medisch Centrum, als Julius
- 2022: Flikken Rotterdam, als Mark Nouwen
- 2025: Flikken Maastricht, als Pepijn Roode